# Candidatus

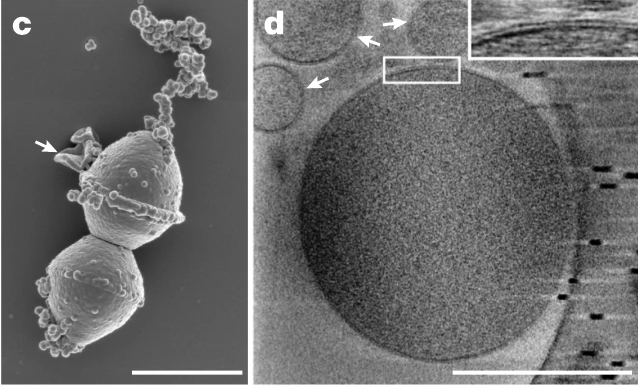
Osztódó Candidatus Prometheoarchaeum syntrophicum-sejtek pásztázó elektronmikroszkóp alatt (c). Krioelektron-tomográfia egy sejtről (d). Fehér nyilak jelzik a nagy membránvezikulumokat. A vonal 1 μm (c) és 500 μm (d).

A prokariótanevezéktanban a Candidatus (röviden Ca., a „római hivatal jelöltje” jelentésű latin szóból) a jól leírt, de még nem tenyésztett prokariótataxonok megnevezésére használt szó. A modern szekvenálási módszerek, például a 16S-rRNS-szekvenálás vagy a metagenomika az elemzett élőlényekről több információt nyújtanak, és lehetővé teszik egyes fajok azonosítását és leírását. Azonban a legtöbb faj nem tenyészthető, így in vitro tanulmányban nem jellemezhető. Ezek újabb felfedezése a Candidatustörzs-radiációhoz vezetett, mely a bakteriális diverzitás új ismereteivel bővítette az életfát.

## Nevezéktan

### Történet
Az eredeti Nemzetközi Prokarióta-nevezéktani Kódex (ICNP) és korai változatai nem vették figyelembe a még tenyészthetetlen prokarióták azonosítását. Ezért a Candidatust a NEmzetközi Prokarióta-rendszertani Tanács (ICSP, korábban Nemzetközi Rendszertani Bakteriológiai Társaság, ICSB) 1994-es konferenciáján javasolták a kódexmódosítás indítványozásához. A szekvenálási technológiák fejlődése révén növekvő Candidatus-taxon-szám révén az ICSP a Nemzetközi Prokarióta-nevezéktani Kódexbe 1996-ban hozzáadott egy függeléket a Candidatus-taxonokról (a legújabb kiadásban 11. függelék). Azonban a Candidatus-taxonok nevezéktanát a kódex továbbra se tartalmazza, ezért viták és tervezetek jelentek meg a kódex megváltoztatására a Candidatus-taxonok elsődlegességének biztosításához.

## Példa
A Desulforudis audaxviator baktérium teljes tudományos neve Candidatus Desulforudis audaxviator. A baktériumot egy dél-afrikai aranybányában fedezték fel, 2,8 km mélyen, 60 °C-os hőmérsékleten, anaerob, radioaktív környezetben él, laboratóriumi szaporítása nem megoldott.